# Varmahlíð
Varmahlíð é uma localidade na Islândia. Em 2018 tinha uma população de cerca de 127 habitantes.